# Anthyllis barba-jovis
Anthyllis barba-jovis även Jupiters skägg är en ärtväxtart som beskrevs av Carl von Linné. Anthyllis barba-jovis ingår i släktet getväpplingar, och familjen ärtväxter. Inga underarter finns listade i Catalogue of Life.
Kronbladen är gula.

## Bildgalleri

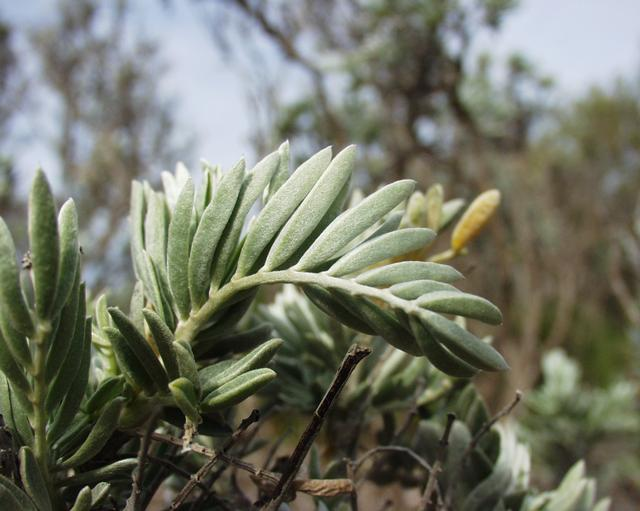
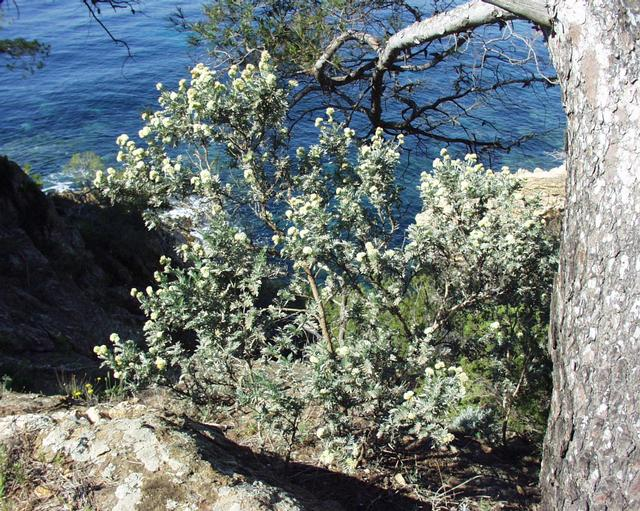
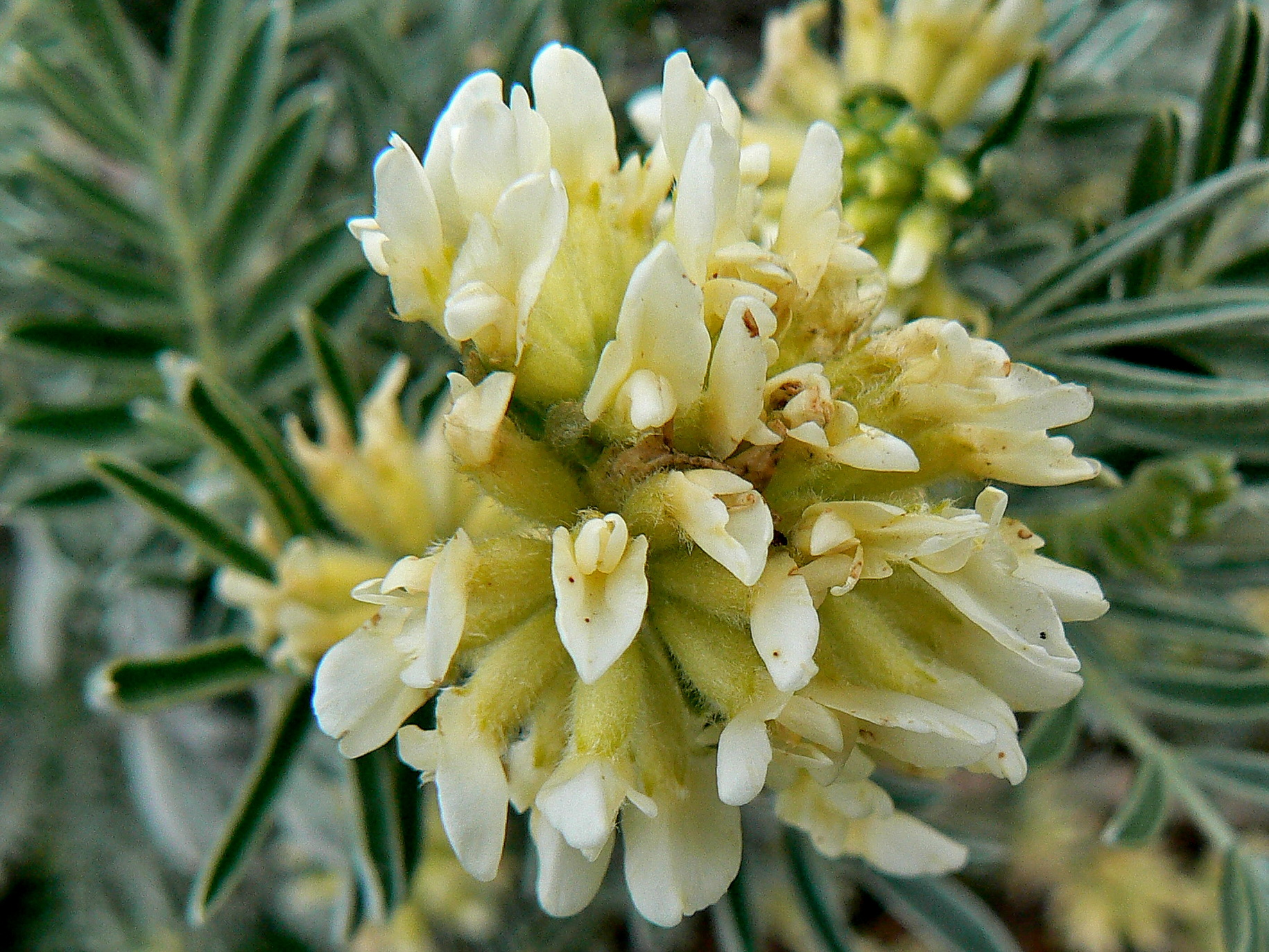
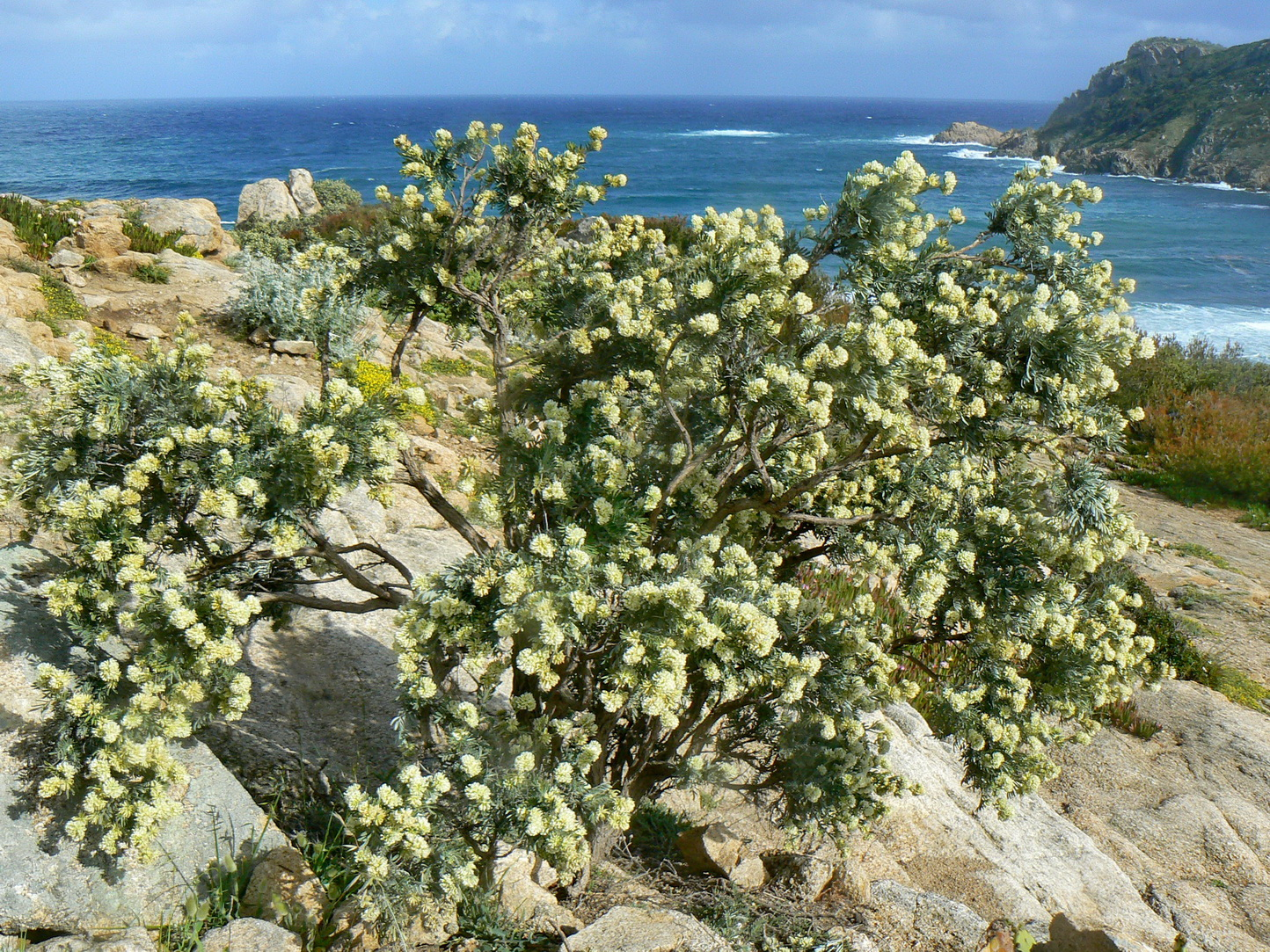